# Gancia

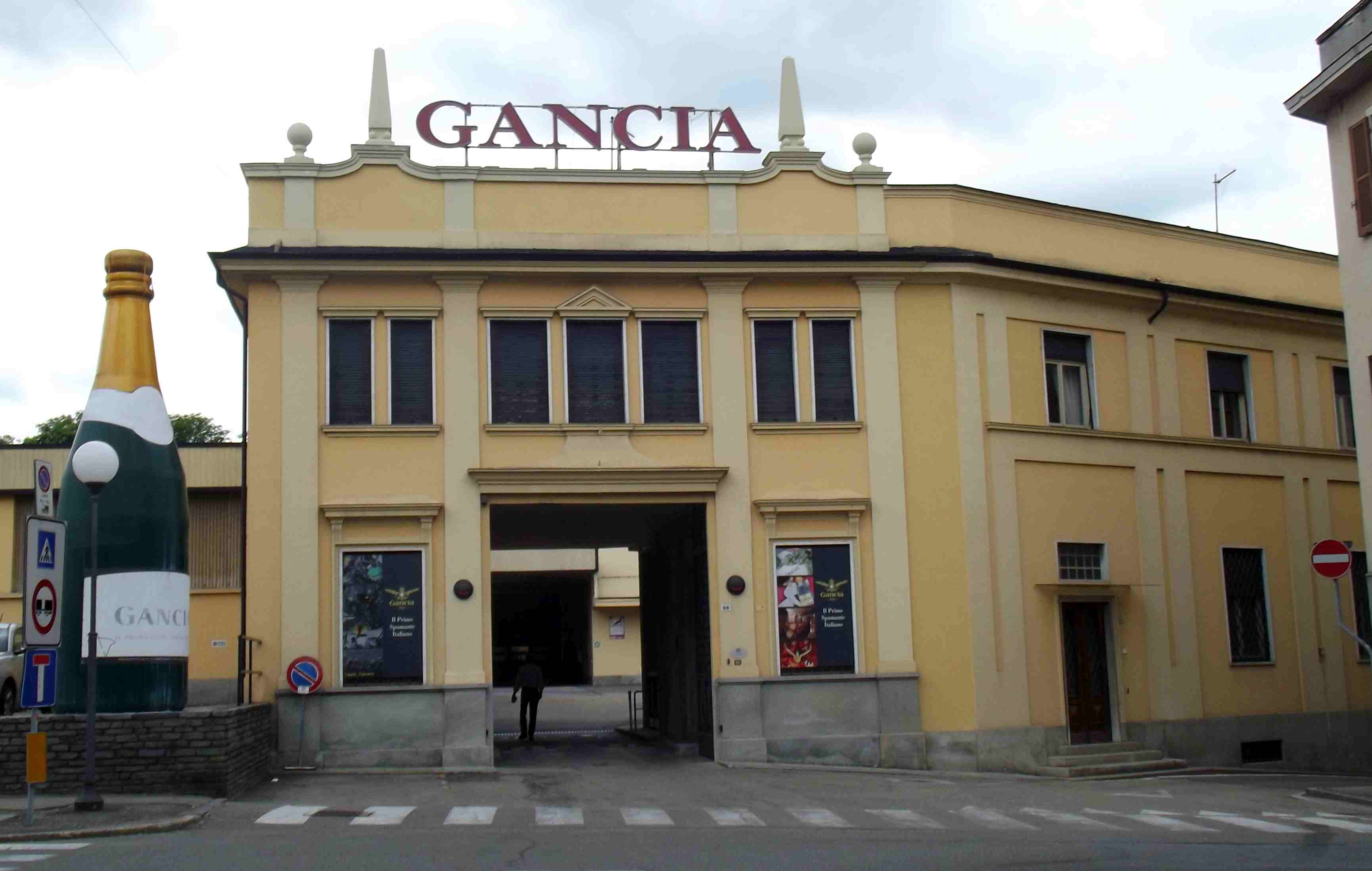
Bodegas de Gancia en la localidad italiana de Canelli

Gancia es una empresa italiana productora de vinos. Fue fundada en 1850 por Carlo Gancia en Piamonte, Italia, y fue pionera en la creación del primer vino espumoso; aunque actualmente es más conocida por sus aperitivos. Al igual que otras bebidas alcohólicas italianas, el Americano Gancia es consumido masivamente en la Argentina.

## Productos

### Aperitivos
- Americano Gancia
- Gancia Originale
- Gancia Spritz
- Gancia Red Bitter
- Gancia Vermouth Bianco
- Gancia Vermouth Extra Dry
- Gancia Vermouth Rosso
- Gancia Vermouth Rosato

### Vinos espumosos
- Asti Docg u
- Asti Docg (Satin)
- Asti Modonovo Docg
- Brachetto d'Acqui Docg
- Brut
- Carlo Gancia Alta Langa 2000
- Castello Gancia Brut
- Chardonnay
- Gancia Rosso
- Gancia Spumante Italian Secco
- Gancia Spumante Italian Dolce
- Grand Reale
- Pinot di Pinot
- Pinot di Pinot Blanc de Blancs
- Prosecco
- Prosecco di Valdobbiadene Brut
- Prosecco Extra Dry
- P.rosè

## Consumo en Argentina
El aperitivo americano de esta marca fue introducido en este país en el año 1932, cuando el gerente general de la empresa Fratelli Gancia partió para explorar otros países y tratar de introducir su creación en los mercados extranjeros. La producción y distribución del Americano Gancia en la República Argentina, sin embargo, comenzó en 1934. Uno de los factores que contribuyeron a la difusión de este aperitivo en la Argentina, fue la inmigración italiana del pasado siglo[cita requerida].
El Americano Gancia suele ser acompañado con bebidas gaseosas (generalmente de lima-limón, sea Sprite, Seven Up o similares), soda, hielo y limón. También puede ser gancia batido, trago típico de discotecas argentinas.
Las propias etiquetas del producto, en Argentina, indican que sus dos principales ingredientes son el agua y el jarabe de maíz de alta fructosa.